# Diocesi di Vabres

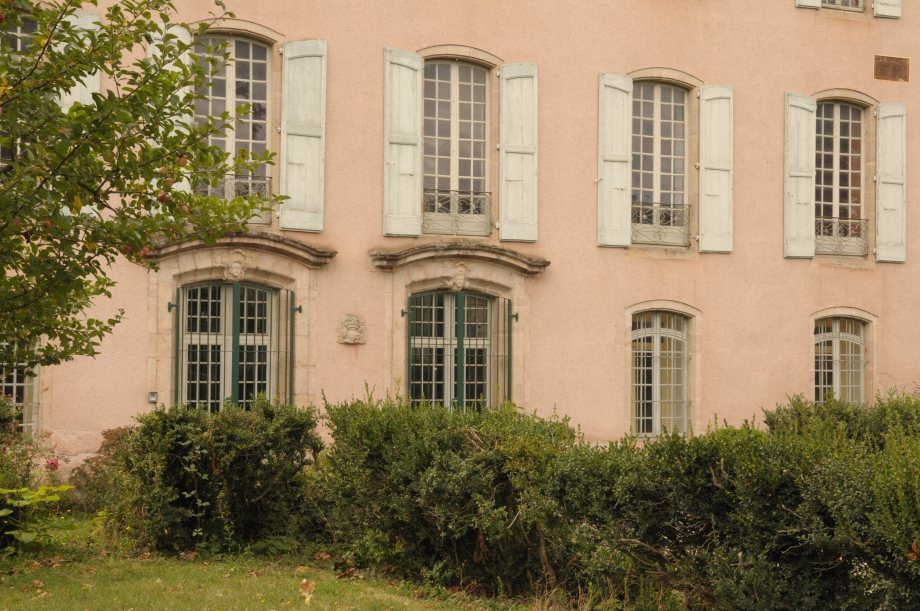
Scorcio dell'antico palazzo episcopale di Vabres.

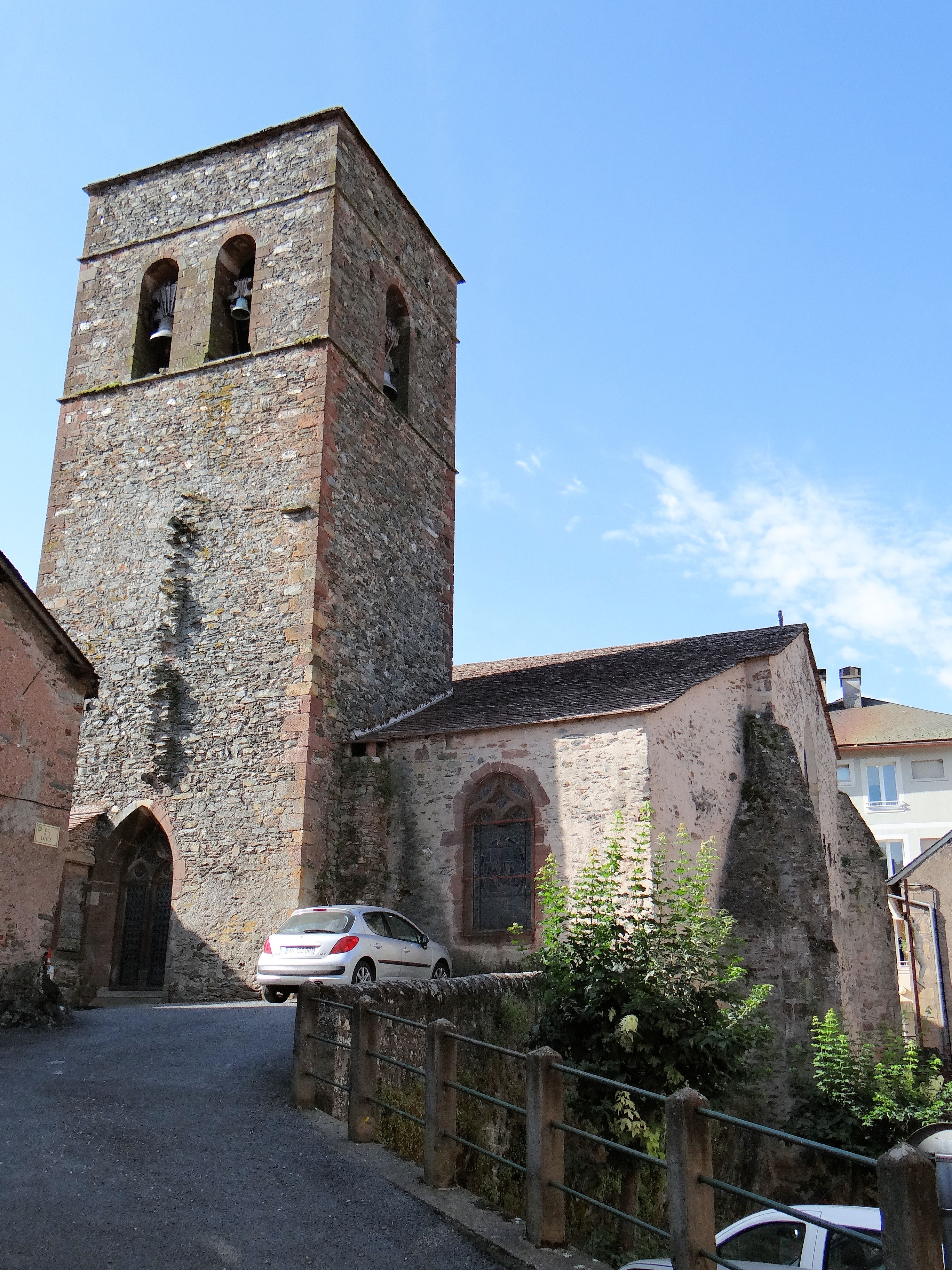
La chiesa collegiata di Saint -Sernin.

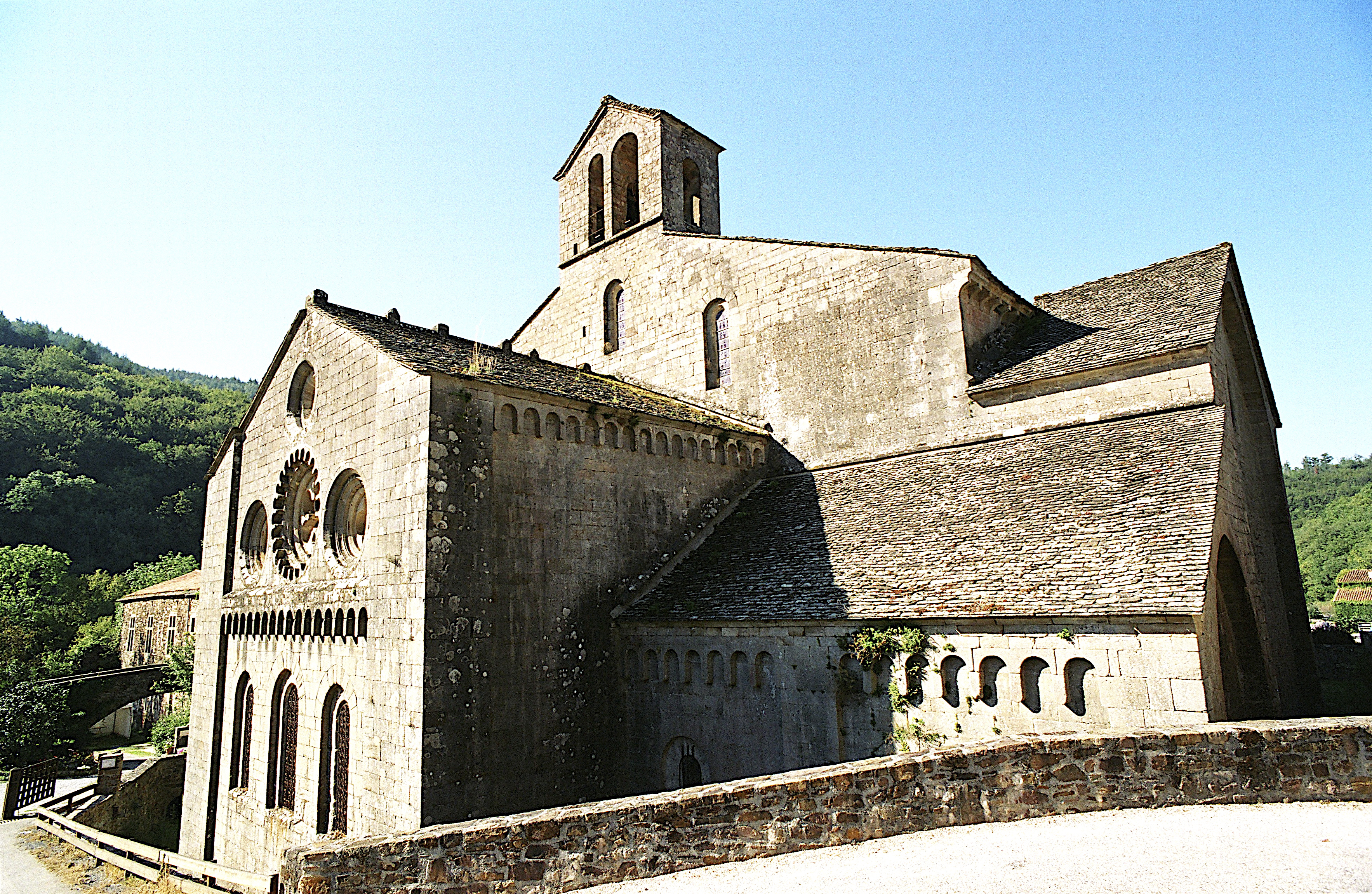
La chiesa abbaziale di Sylvanès, fondata nel 1136.

La diocesi di Vabres (in latino: Dioecesis Vabrensis) è una sede soppressa della Chiesa cattolica.

## Territorio
La diocesi si estendeva nella regione delle Causses.
Sede vescovile era la città di Vabres nell'attuale dipartimento dell'Aveyron, dove fungeva da cattedrale la chiesa di San Salvatore e San Pietro.
Nel 1764 la diocesi comprendeva 126 parrocchie. Esistevano inoltre tre abbazie: Nant, Sylvanès e Nonenque (a Marnhagues-et-Latour); e tre chiese collegiate: Saint-Affrique, Belmont e Saint -Sernin.

## Storia
La più antica attestazione dell'abbazia benedettina di Vabres risale al 3 novembre 862, quando il conte di Tolosa Raimondo donò all'abate Adalgiso e ai suoi monaci, fuggiti da Paunat a causa delle incursioni dei Normanni, le villae di Vabres, Bedos, Bias e altri possedimenti ad monasterium construendum; il 21 giugno 869 l'imperatore Carlo il Calvo conferì l'immunità all'abbazia. Attorno a questo edificio sorse la città di Vabres.
La diocesi fu eretta il 13 agosto 1317 con la bolla Salvator noster di papa Giovanni XXII, ricavandone il territorio dalla diocesi di Rodez. Fu eretta in cattedrale la chiesa abbaziale di San Salvatore e San Pietro. Originariamente la diocesi era suffraganea dell'arcidiocesi di Bourges.
Il capitolo della cattedrale continuò a seguire la regola di san Benedetto fino al 1561, quando venne secolarizzato da papa Pio IV.
Nel 1568, durante le guerre di religione, Vabres fu presa d'assalto dalle truppe protestanti di Jacques de Crussol, che distrussero la città, la cattedrale ed il palazzo episcopale. Il vescovo François de la Valette-Cormusson dovette lasciare la città episcopale e rifugiarsi nel castello di Saint-Izaire, dove morì; successivamente la sede rimase vacante per un decennio circa. La cattedrale fu ricostruita solo all'inizio del XVIII secolo con il vescovo Charles-Alexandre le Filleul de la Chapelle.
Il 3 ottobre 1678 Vabres divenne suffraganea dell'arcidiocesi di Albi.
Dei 24 vescovi che ressero la Chiesa di Vabres, due furono insigniti della porpora cardinalizia: Guillaume Bragosse e Georges d'Armagnac.
La diocesi fu soppressa in seguito al concordato con la bolla Qui Christi Domini di papa Pio VII del 29 novembre 1801 e il suo territorio incorporato in quello delle diocesi di Cahors e Montpellier. Il 6 ottobre 1822, con il ristabilimento della sede di Rodez, i territori dell'antica diocesi di Vabres furono annessi alla nuova circoscrizione.
Dal 1875 i vescovi di Rodez hanno il privilegio di aggiungere al proprio titolo quello di vescovi di Vabres.

## Cronotassi dei vescovi
- Pierre d'Olargues, O.S.B. † (25 settembre 1317 - 1329 deceduto)
- Raymond d'Olargues, O.S.B. † (20 dicembre 1329 - 1347 deceduto)
- Pierre d'Aigrefeuille † (24 ottobre 1347 - 17 febbraio 1349 nominato vescovo di Clermont)
- Guy de Ventadour † (17 febbraio 1349 - ? deceduto)
- Bertrand de Pébrac, O.S.B.Clun. † (17 ottobre 1352 - ? deceduto)
- Guillaume Bragosse † (2 agosto 1361 - 17 settembre 1361 dimesso)
- Étienne de Vassignac, O.S.B.Clun. † (22 luglio 1362 - 24 novembre 1412 deceduto)
- Guillaume de Bastidos † (9 gennaio 1413 - 1421 deceduto)
- Jean de Pierre † (5 marzo 1421 - 20 giugno 1453 nominato arcivescovo titolare di Berito)
- Bernard le Blanc † (20 giugno 1453 - 12 dicembre 1485 deceduto)
- Antoine Pierre de Narbonne, O.Cist. † (24 aprile 1486 - 21 luglio 1499 deceduto)
- Louis de Narbonne, O.Cist. † (2 agosto 1499 - 7 febbraio 1518 deceduto)
- Réginal de Marigny † (14 marzo 1519 - 17 maggio 1536 deceduto)
  - Georges d'Armagnac † (3 luglio 1536 - 19 dicembre 1544 dimesso) (amministratore apostolico)
- Jacques de Corneillan † (13 gennaio 1548 - 27 giugno 1561 nominato vescovo di Rodez)
- François de la Valette-Cormusson † (10 novembre 1561 - 18 maggio 1585 deceduto)
  - Sede vacante (1585-1594)
- Thomas de Lauro † (1º giugno 1594 - 1599 deceduto)
- François de la Valette-Cormusson † (15 dicembre 1600 - 2 agosto 1622 deceduto)
- François de la Valette-Cormusson † (2 agosto 1622 succeduto - 20 novembre 1644 deceduto)[3]
- Isaac Habert † (18 settembre 1645 - 15 settembre 1668 deceduto)
- Louis de la Vergne de Montenard de Tressan † (2 giugno 1670 - 21 marzo 1672 nominato vescovo di Le Mans)
- Louis de Baradat † (12 giugno 1673 - 17 marzo 1710 deceduto)
- Charles-Alexandre le Filleul de la Chapelle † (10 novembre 1710 - 8 febbraio 1764 deceduto)
- Jean de la Croix de Castries † (20 agosto 1764 - 6 maggio 1796 deceduto)
  - Sede vacante (1796-1801)
  - Sede soppressa